# Hildago de l'Île
Hildago de l'Île est un cheval hongre bai du stud-book selle français de concours complet d'équitation, qui a concouru sous la selle du cavalier français Nicolas Touzaint. Sa mère Triolina est une Pur-sang, son père est le Selle français Uri du Longbost.

## Histoire
Il naît en 1995 à l'élevage de Clarisse Lebrun, à Basse-Goulaine, en Loire-Atlantique (France).
Il est mis à la retraite en octobre 2013. Il meurt le 8 mai 2023.

## Description
Il a un excellent caractère, il est gentil, coopératif, attentif, curieux, tonique, et il a un mental de gagnant. Mais il a mauvais équilibre.[réf. nécessaire]

## Palmarès
- 2002 : champion du monde des chevaux de 7 ans au lion d'Angers
- 2003 : remporte le CIC de Vittel
- 2004 : qualifié pour les JO d'Athènes, mais Nicolas Touzaint y est allé avec Galan de Sauvagère
- 2005 : premier par équipe et 2e du CCI*** de Saumur
- 2005 : vice-champion d'Europe par équipe à Blenheim (Angleterre)
- 2007 : vainqueur du CCI**** de Pau
- 2008 : vainqueur du CCI**** de Badminton (Grande-Bretagne)[6].
- 2012 : qualifié pour les Jeux olympiques de Londres avec l'équipe de France.